# Bukovica (Renče-Vogrsko)
Bukovica is een plaats in Slovenië en maakt deel uit van de gemeente Renče-Vogrsko in de NUTS-3-regio Goriška. De plaats telde 447 inwoners op 1 januari 2020.